# اجا (شهر)
اجا نام شهر و شهرستانی در استان دقهلیه مصر است. 